# Малынка, Александр Никифорович
 Александр Никифорович Малинка (19 августа 1865, Мрин — 22 мая 1941, Киев) — украинский этнограф, фольклорист конца XIX века и эпохи Расстрелянного возрождения. Член Черниговской и Полтавской археографических комиссий Российской империи. Член Этнографически фольклорной комиссии при ВУАН. Председатель Совета Всеукраинского этнографического общества. Соредактор журнала «Быт». Труды А. Малинки стали одним из фольклорно-этнографических источников для многих украинских писателей.

## Биография
Родился в семье мринского священника во втором поколении отца Никифора Романовича Малинки, у которого были четыре сына и три дочери.
Отец Никифор Романович дал сыну максимально качественное образование, которое только мог себе позволить, поэтому Александр учился в Нежинской гимназии.
Также, важную роль в образовании Александра сыграли его земляки. После образования из Юридического лицея князя Безбородко одноименного Историко-филологического института, Леонид Платонович Рудановский, основатель стипендии в честь своего отца П. А. Рудановского настоял на том, чтобы передать эту стипендию в гимназию при институте. Кандидатуры на стипендию подавала в гимназию Людмила Платоновна Рудановская (позже — Коробка) — сестра мецената, уроженка г. Мрин.
В 1875/1876 учебном году Александр Малинко получил стипендию Платона Осиповича Рудановского в размере 100 рублей серебром за заслуги в обучении.
9 июня 1885 — окончил Нежинскую гимназию. Поступил в Императорский историко-филологический институт в Петербурге.
В 1886 году вернулся в Нежинск, перевелся на второй курс Нежинского историко-филологического института князя Безбородько. Собирал фольклорно-этнографические материалы, изучал местные говоры под руководством профессора Соколова. Завязал контакты с Московским Обществом любителей естествознания, антропологии и этнографии.
1890 — окончил Нежинский историко-филологический институт князя Безбородько. Стал учителем истории, русского языка и словесности. Его назначили на работу в Киеве.
1898—1902 гг. преподавал в Глуховских женской и мужской гимназиях. В это же время познакомился и сотрудничал с глуховским этнографом Пелагеей Литвиновой-Бартош. Тогда же участвует в археологических раскопках на территории Глухова.
1925 — продолжал работать в Киевской Трудовой школе № 20 (его ученики подавали работы в Этнографическую Комиссию Украинской Академии Наук)
1926 — Этнографически-фольклорная комиссия при ВУАН привлекла Малинку в свой состав.
1928 — избран председателем Совета Всеукраинского этнографического общества. Также соредактор журнала «Быт».
1929 — издал эпохальный труд «Кобзари О. Власко и Д. Симоненко и лирник А. Иваницкий, их репертуар».
1930 — ушел на заслуженную пенсию.
22 мая 1941 — умер в Киеве, где и был похоронен (место нахождения могилы неизвестно).

## Творчество
- Особенности говора г. Мрина, Нежинского уезда в Черниговской губернии, 1892.
- «Малорусская свадьба. I. Свадебные обряды и песни, записанные в г. Мрине, Нежинском уезде, Черниговской губернии», 1897.
- «К истории народного театра», 1897.
- «Малорусская свадьба. 2. Обряды и песни Черниговской губернии (продолжение)», 1898.
- «Малорусская свадьба. 3-5. Обряды и пляски Полтавской, Киевской и Харьковской губерний», 1898.
- «Семейства и крестины», 1898.
- «Писанки и пасхальные яйца (Съ приложениемъ таблицъ)», 1899.
- К вопросу о источнике «Москаля-Чаривныка» Котляревского. — Журнал «Киевская старина», 1903.
- Сборник материалов по малорусскому фольклору (Черниговская, Волынская, Полтавская и некот. др. губ.). Приложение к «Земскому сборнику Черниговской губернии», 1902.
- «Кобзари С. Власко и Д. Симоненко и лирник А. Иваницкий; их репертуар», 1929[4].

## Награды
Лауреат стипендии Платона Осиповича Рудановского в гимназии при Нежинском историко-филологическом институте князя Безбородко.
Лауреат премии имени Гоголя Российской АН.
Награжден орденом Святого Станислава III степени.